# Exposition (musique)
Pour les articles homonymes, voir Exposition.

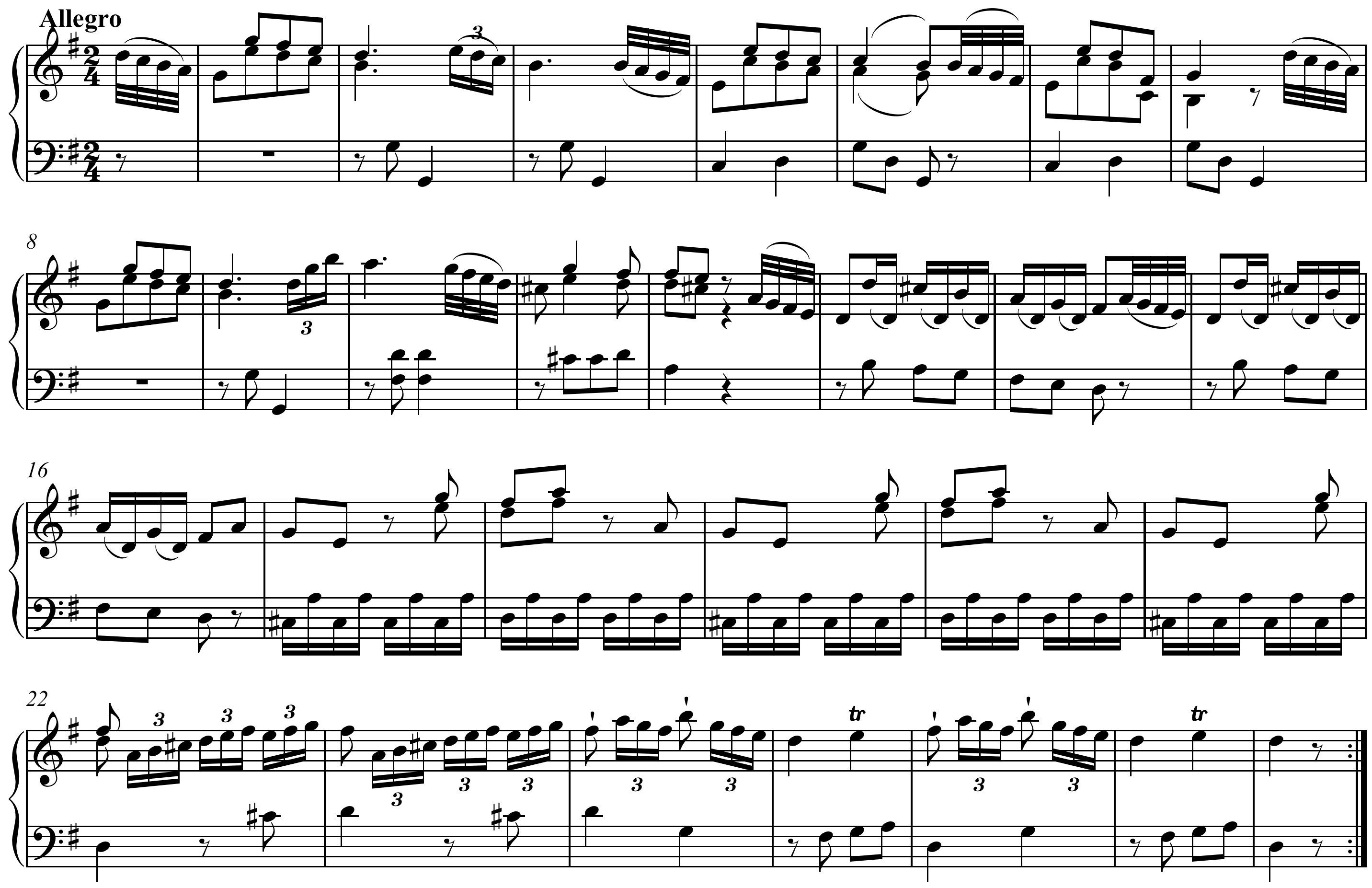
Exposition de la Sonate en sol majeur Hob.XVI : G1 de Joseph Haydn —

En musique classique, par exemple dans la forme sonate (extrêmement fréquente), l’exposition désigne une première partie au cours de laquelle sont présentés les deux thèmes qui seront développés ultérieurement :  thème « A » (dans la tonalité principale) et thème « B » (dans la tonalité de la dominante, si la tonalité principale est majeure, et si la tonalité principale est mineure, soit de sa relative majeure, soit de sa dominante mineure). Une séquence nommée « pont modulant » permet de passer du thème « A » au thème « B ».
L'exposition est suivie du développement, puis de la réexposition ou réexposition-coda.
Dans une fugue l'exposition désigne le début, partie où toutes les voix présentent le thème successivement.